# 专利代理人
专利代理人，一般指已经获得专利代理人资格证，同時且在专利代理机构工作，提供专利申请、诉讼、咨询服务的相关人员。

## 中国（大陆地区）

### 中国专利代理人考试
参加中华人民共和国专利代理人资格考试必须为高等院校理工科专业毕业或者具有同等学历，并且从事过两年以上科学技术工作或者法律工作，考试时间固定为每年11月的第一个周末（2天），考试内容一共有三门：
1. 专利法律知识；
2. 相关法律知识；
3. 专利代理实务。

#### 2004年和以前
中國代理人考試在2004年和以前是难度可和司法考试堪比的考试（通过率很低；约10%以下）。
同时，其难度也明显高于其他国家的专利代理人考试；比較其他國家: 
- 美国的通过率一般在50%以上。[1]
- 英国专利代理人考试各卷的通过率，以2012年为例平均为68.25%。[2]。
- 澳洲只需要完成知識產權法律碩士即可获得專利代理人资格(即无统一专利代理人资格考试，可以达到100%通過)[3]。

2004年和以前的中國代理人考試每两年举行一次，其中撰写考卷的分数和总分必须同时一次过合格线才算合格。客观题全部是“不定项”选择题，即：题目可能是一个选项或多个选项，使得考生几乎不能猜答案。
考試難度最高峰是2004年的专利代理人资格考试。這是历史上难度最大的一次专利代理人资格考试。真正合格的（过合格线240分）的全中国只有260人，即平均每个城市只有不足1人通过；其中香港、澳门的本地受教育者只有一人通过；通過率約1-2% （比较：司法考试的通过率历年在5-30%的范围）。此通过率甚至比日本、台湾的专利代理人考试的通过率低。
由于2004年度太少人通过，官方最后破格降低該年的合格线為220分（原合格線為240分）。这是历年專利代理人考試中唯一的一次降分。

#### 2006年
鉴于2004年考试的难度太大（以至于要以“降分”来协调），舆论呼吁下，自2006年開始，专利代理人考试开始简单(俗稱“放水”)，以使得2004年考不过者，可在该年考过。

#### 2008年
從2008年開始，對於考不过者，还可以保留分数，等下一年再考上年不合格的科目。因此在這些年份开始通過者眾多。

#### 2012年
近年自2012年始，客观题的考试题目改为部分单选题，令考试难度再進一步大幅下降。通过率近40%，开始接近英国、美国的高通过率水平。由于通过者的质量开始日渐参差不齐，也惹来相当的争议。

### 中国专利代理人的种类
在2012-2013年，为配合新民事诉讼法（2012），最高人民法院公布了1030位资深专利代理人为（专利）诉讼代理人；名单见：“最高人民法院关于印发中华全国专利代理人协会推荐的专利代理人名单的通知--法〔2013〕21号”。。
随后在2014年，最高人民法院印发法【2014】120 号“最高人民法院关于印发中华全国专利代理人协会推荐的第二批专利代理人”的名单。
因此，现时中国的专利代理人分为以下几类:
- 专利代理人的资格（通过专利代理人考试的合格者，而未过5年）（英文：Qualification of Patent Attorney)
- 专利代理人(通过专利代理人考试的合格者，并在5年内取得执业证者)（不能代理诉讼）(英文：Patent Attorney)
- 专利诉讼代理人（资深专利代理人）（可以代理诉讼）(英文：Patent Litigator 或 Patent Barrister)
- 专利律师：通过国家司法考试者 （英文：Patent Lawyer）

### 中国专利代理人的称谓变化
“专利代理人”已改称为“专利代理师”。

## 香港
香港现时没有专利代理人的官方资格认定制度。香港的标准专利依赖于中国和英国专利代理人通过中国专利、英国专利的延伸而获得。其中通过中国专利的途径占绝大多数。
以前香港的专利代理人主要是英国专利代理人。自2004年开始，中国国家知识产权局依据CEPA允许香港居民参加考试。

## 澳门
澳門沒有官方認定專利代理人制度。暫時是由澳門律師公會註冊的律師、澳門自然人、法人（後兩者需要取得有效授權）進行代理。

## 中華民國(台湾)
在台湾，
- 專利師，指依據專利師法[12]規定取得專利師證書者。
- 專利代理人，指專利師法施行前，依據專利代理人管理規則取得專利代理人證書者。[13]。

台湾專利師需至少精通一種以上外國語言，於特定領域擁有特定階級學歷畢業，於通過國家高等考試合格，並通過職前訓練，才可加入專利師公會，依照專利師法規定執業。
專利師必須精通數學、物理、化學、電子學、生物技術、工程力學、流體力學、量子力學、基本設計、計算機結構、專利相關法律以及相關實務法規。其從業之業務包含專利申請事項，專利之異議、舉發事項、行政訴訟，專利權之讓與、信託、質權設定、授權實施及特許實施事項，其他相關業務。